# La Mudarra
La Mudarra is een gemeente in de Spaanse provincie Valladolid in de regio Castilië en León met een oppervlakte van 18,82 km². La Mudarra telt 160 inwoners (1 januari 2016).

## Demografische ontwikkeling
Bron: INE, 1857-2011: volkstellingen